# Jus de non evocando
Het jus de non evocando (Latijn voor "het recht om niet afgehouden (letterlijk: weggeroepen) te worden") is een algemeen rechtsbeginsel dat iemand niet mag worden afgehouden van de rechter die normaal gesproken de jurisdictie heeft. Daarbij kan zowel de absolute als de relatieve competentie van de rechtsautoriteit aan de orde zijn.

## Oorsprong
Het jus de non evocando vindt zijn oorsprong in het Europese feodalisme. Daar kon iemand niet ontzegd worden om een proces te verkrijgen voor de rechter waaronder hij viel. Dit kon betekenen dat men niet berecht hoefde worden door een college van mensen uit een lagere stand.

## Hetjus de non evocandoin de Nederlandse grondwet.
Tegenwoordig is het recht opgenomen in artikel 17 van de Nederlandse Grondwet:

Niemand kan tegen zijn wil worden afgehouden van de rechter die de wet hem toekent.

Het jus de non evocando wordt beschouwd als een van de algemene beginselen van behoorlijk proces en maakt aldus deel uit van het recht op een eerlijk proces.

## Hetjus de non evocandoin hetinternationaal recht
Het jus de non evocando vindt zijn weerslag in artikel 2 en 14 van het Internationaal verdrag inzake burgerrechten en politieke rechten alsmede in artikelen 6 en 13 van het Europees Verdrag voor de Rechten van de Mens. Berechting door internationale gerechtshoven zoals het Rwanda-tribunaal of het Joegoslavië-tribunaal wordt soms bestreden met een beroep op het principe van jus de non evocando. Dit standpunt werd door de kamer voor hoger beroep van het Joegoslavië-tribunaal verworpen.

## Hetjus de non evocandoin de Bijbel
Als Paulus in Palestina aangeklaagd wordt door Joden beroept hij zich op zijn Romeins burgerschap. Hij heeft recht op berechting door of vanwege de keizer. De proconsul, die het Romeinse gezag vertegenwoordigt, overweegt dat een Romeins burger niet kan worden veroordeeld zonder zich te hebben kunnen verdedigen, wat iets zegt over de kwaliteit van het recht dat voor Romeinse burgers gold.